# Józef Kudasiewicz
Józef Kudasiewicz (ur. 23 lipca 1926 w Kijach, zm. 16 listopada 2012 w Starachowicach) – polski duchowny katolicki, protonotariusz apostolski, profesor nauk teologicznych, biblista, tłumacz.

## Życiorys
W 1947 wstąpił do Wyższego Seminarium Duchownego w Kielcach. 20 grudnia 1952 przyjął święcenia kapłańskie. Następnie studiował na Katolickim Uniwersytecie Lubelskim (1952–1957), gdzie w 1954 zdobył licencjat z teologii, a w 1957 obronił pracę doktorską. W latach 1956–1957 pracował równocześnie jako wikariusz w parafii katedralnej w Kielcach. W latach 1958–1961 kontynuował studia na Biblicum w Rzymie. Zdobył licencjat z nauk biblijnych w 1959. Od 1961 był wykładowcą w swym macierzystym seminarium duchownym oraz na KUL-u, gdzie jako adiunkt został zatrudniony w 1965, w latach 1971–1997 kierował Katedrą Teologii Biblijnej Nowego Testamentu, w latach 1982–1986 Instytutem Nauk Biblijnych. W latach 1981–1990 był także ojcem duchownym Konwiktu Księży Studentów KUL. Na KUL pracował zawodowo do 2001.
Habilitował się na podstawie rozprawy "Rola Jeruzalem w działalności zbawczej Jezusa" w 1971. Otrzymał stanowisko docenta w 1972, tytuł profesora nadzwyczajnego w 1979, zaś profesora zwyczajnego w 1989.
Pod jego kierunkiem stopień naukowy doktora otrzymał m.in. Krzysztof Mielcarek.
Jego książki tłumaczone były na języki obce. Głównym przedmiotem jego badań były ewangelie synoptyczne w aspekcie historycznym, literackim i teologicznym. Prowadził polemikę z poglądami promarksistowskich autorów Z. Kosidowskiego i Z. Poniatowskiego.

## Godności i odznaczenia
- Krzyż Kawalerski Orderu Odrodzenia Polski (M.P. z 1993, poz. 585)
- Nagroda im. Księdza Idziego Radziszewskiego – przyznawana przez Towarzystwo Naukowe KUL (1997)
- godność protonotariusza apostolskiego (1998)
- Medal "Za Zasługi dla Republiki Pińczowskiej" (2004)[5]
- uroczyste odnowienie doktoratu na KUL (2009)
- Złoty Feniks – nagroda Stowarzyszenia Wydawców Katolickich – za dzielne świadectwo kapłańskiego życia, w czasach widocznej korozji wrażliwości religijnej[6] (2012).

## Wybrane publikacje
- 1970 Psałterz w życiu Izraela i Kościoła: Psalmy w życiu Izraela
- 1970 Służba istotną treścią powołania
- 1986 Biblia, historia, nauka. Rozważanie i dyskusje biblijne
- 1986 Teologia Nowego Testamentu. T. 1, Teologia Ewangelii synoptycznych
- 1987 Jezus historii a Chrystus wiary
- 1991 Matka Odkupiciela
- 1991 Biblia w nauczaniu chrześcijańskim
- 1991 Księga Izajasza (wraz z Lechem Stachowiakiem)
- 1998 Duch Święty w życiu chrześcijańskim
- 1998 Odkrywanie Ducha Świętego: medytacje biblijne
- 1999 Rok Boga Ojca
- 2000 Poznawanie Boga Ojca: szkice z teologii biblijnej. T. 1, "Błogosławiony Pan, Bóg Izraela"
- 2002 Kontemplacja Chrystusa – Ikony miłosiernego Ojca: medytacje biblijno-kerygmatyczne
- 2004 Pan, opoka moja: medytacje biblijne
- 2006 Ewangelie synoptyczne dzisiaj
- 2007 Oto Matka Twoja: biblijny katechizm maryjny
- 2011 Jezus i Ewangelie w ogniu dyskusji: od H. Reimarusa do T. Polaka (wraz z Henrykiem Witczykiem)